# Moluckuggleskärra
Moluckuggleskärra (Aegotheles crinifrons) är en fågel i familjen uggleskärror.

## Utseende och läte
Moluckuggleskärra är en stor uggleskärra. Den uppträder i roströda eller mörkbruna former, men också i mellanformer. Tre breda ljusbeiga vertikala band på bröstet åtskiljs av två mörka. På ryggen syns tydliga stjärnformade teckningar och på bröstet mörka pilformade. Lätet består av en serie med tre eller fler fallande toner, med den första längst och nedåtböjd. Detta följs ibland av ett galet kacklande.

## Utbredning och systematik
Fågeln förekommer i norra Moluckerna (Halmahera, Kasiruta och Bacan). Den behandlas som monotypisk, det vill säga att den inte delas in i några underarter.

## Status
Trots det begränsade utbredningsområdet och det faktum att den minskar i antal anses beståndet vara livskraftigt av internationella naturvårdsunionen IUCN. 